# Semiothisa cymatodes
Semiothisa cymatodes är en fjärilsart som beskrevs av Eugen Wehrli 1932. Semiothisa cymatodes ingår i släktet Semiothisa och familjen mätare. Inga underarter finns listade i Catalogue of Life.